# Global Award for Entrepreneurship Research
Global Award for Entrepreneurship Research är ett svenskt pris som delats ut sedan 1996 för att belöna forskningsinsatser rörande entreprenörskap och småföretagande.
Priset instiftades av Entreprenörskapsforum (tidigare Forum för Småföretagsforskning,FSF) och Närings- och teknikutvecklingsverket (Nutek). Priset delas ut årligen och bestod fram till och med 2008 av en prissumma på 0,5 miljoner kronor. Skulpturen Guds hand, skapad av den svenske konstnären Carl Milles, ingår också i priset.  
Prisets sponsor är från 2013 VINNOVA. Prisets namn ändrades även till det nuvarande 2009 och prissumman fördubblades till 100 000 euro. Procedurerna för att nominera och utvärdera potentiella vinnare stärktes också. Prisets donator 2019-2021 är Lars Backsell. Tidigare donatorer utgörs av Stockholm Köpmansklubb (2016-2018), Melker Schörling (2012-2015) och Rune Andersson (2008-2012) och hans holdingbolag Mellby Gård AB samt Nutek fram tills 2011.

## Bakgrund till priset
Entreprenörskapsforum (då FSF) och Nutek stod 1996 som värdar för ICSB:s (International Council for Small Business) världskonferens i Stockholm. Under planeringen inför konferensen föreslog FSF:s dåvarande vd Anders Lundström instiftandet av ett pris för särskilt framstående bidrag inom småföretags- och entreprenörskapsforskning. Priset skulle komma att delas ut för första gången under 1996 års konferens. Det huvudsakliga syftet var att lyfta detta aktiva och snabbväxande, men samtidigt i ekonomisk-politisk bemärkelse ofta förbisedda, forskningsområde. För att priset skulle kunna erhålla en stark ställning inom den akademiska världen beslutades att prissumman borde vara betydande och att nomineringsprocessen skulle vara av högsta möjliga kvalitet.
Entreprenörskapsforum och Nutek blev huvudmän och priset stärktes genom att kombinera den formella prisceremonin i Stockholm med en rad seminarier och evenemang i samarbete med organisationer och myndigheter runt om i Sverige, med vinnaren av priset och dennes forskning i centrum. 
Enligt stadgarna skall priset tilldelas ”en person som producerat vetenskapliga verk av enastående kvalitet och vikt, och därigenom givit ett betydelsefullt bidrag till teoribildning kring entreprenörskap och småföretagsutveckling, vikten av nyföretagande och små och medelstora företags roll i ekonomin.” Den huvudsakliga anledningen till att någon tilldelas priset är med andra ord att denne har producerat forskning av yppersta klass, men andra faktorer kan vägas in. 
Utvärderingen och urvalet av vinnare är delegerat till en utomstående kommitté, vilken utses av Entreprenörskapsforums styrelse. Kommittémedlemmar och ordförande väljs normalt för perioder om tre år. Kommittén består av sex medlemmar, vilket innebär att ordföranden har utslagsröst vid oenighet. Kommitténs medlemmar utses baserat på vetenskapliga meriter, de förväntas vara ledande akademiker inom området och ha uppnått professorsstatus eller motsvarande. Kommitténs överläggningar är konfidentiella.

## Nomineringssystem, utvärdering, urval och presentation av vinnare
Ett antal framstående entreprenörskapsforskare erbjuds att nominera kandidater. Inbjudan att nominera kandidater går varje år ut till: 
 - Alla tidigare vinnare. 
 - Redaktörerna och medlemmarna av redaktionsråd för vetenskapliga tidskrifter inom entreprenörskap och småföretagsforskning som är inkluderade i Social Sciences Citation Index: Journal of Business Venturing, Entrepreneurship Theory and Practice, Small Business Economics, Entrepreneurship and Regional Development, Journal of Small Business Management och Small Business Journal.
Självnominering är inte tillåten, men medlemmarna av priskommittén har rätt att själva nominera kandidater. Dessa nomineringar innebär ett första steg i skapandet av en pool av potentiella pristagare. Det är sedan upp till kommittén att avgöra vilka kandidater som skall utvärderas grundligare. 
Valet av vinnare baseras på en grundlig utvärdering och jämförelse av ett antal värdiga kandidater. Kommittén ”ärver” ett begränsat antal prioriterade kandidater från tidigare år. Förutom i yttersta undantagsfall väljs vinnaren från denna kortlista av kandidater. Kommittén lägger sedan till en eller två nya kandidater till listan av prioriterade kandidater, baserat på nomineringar och diskussioner under det aktuella året (och tidigare år). 
Alla prioriterade kandidater utvärderas grundligt av en framstående specialist inom kandidatens forskningsfält. Dessa utvärderingar är strikt konfidentiella. Expertens utvärdering lägger grunden för en publicerad presentation av vinnaren, författad av den utomstående experten och den medlem av priskommittén som är mest kunnig om vinnarens forskning och övriga insatser. 
Pristagaren presenteras årligen i mars. Efter tillkännagivandet ombeds pristagaren att förbereda en publicerbar prisföreläsning, vilken hålls vid den officiella prisceremonin i Stockholm. Priset har delats ut av bland andra finansminister Anders Borg, Prins Daniel och finansminister Magdalena Andersson med flera. Pristagaren förväntas i anslutning till prisutdelningen besöka och hålla föreläsningar på t.ex. Finans- och Näringsdepartementet samt olika högskolor och universitet i Sverige. Både essän som presenterar vinnaren och vinnarens egen föreläsning publiceras i Small Business Economics så snart som möjligt efter prisutdelningen.

## Kriterier för val av vinnare
En värdig vinnare måste först och främst ha bidragit med något originellt och inflytelserikt. Viktigast är här dess genomslag hos andra forskare och därmed inflytande på efterföljande forskning (normalt tack vare det vetenskapliga arbetet i sig, men ibland också genom till exempel organisering av stora forskningsprogram). Det finns dock även andra vägar: främjande av entreprenörskap som forskningsfält (genom skapandet av viktiga databaser, start av inflytelserika tidskrifter), utveckling av entreprenörskapsutbildning på akademisk nivå eller påverkan på politiska beslutsfattare eller samhället i stort. 
En viktig ambition är att vinnarnas forskning skall återspegla den enastående bredden och metodologiska mångfalden hos det samhällsvetenskapliga forskningsfältet entreprenörskap. Ännu en dimension rör vilka aspekter av entreprenörskap som skall kunna belönas. Här finns åtminstone tre viktiga aspekter att överväga: (i) miljön och de organisationer vari entreprenörskapet äger rum, (ii) entreprenörens karaktär (personlighet, kognitiva och känslomässiga aspekter) samt (iii) entreprenörens och/eller den entreprenöriella funktionens roll i vidare bemärkelse (på samhällelig, regional, nationell eller branschnivå).  De tre aspekterna är alla högst relevanta, och en forskare kan belönas för bidrag till var och en av dem. 
I de flesta fall väljer kommittén ut en individ som på ett eller flera sätt bidragit till något område som spänner över en eller flera av de tre aspekterna ovan. I andra fall kan priskommittén välja att ett speciellt fenomen (till exempel kvinnors entreprenörskap eller småföretagens speciella roll i innovationsprocessen) eller att en ny underdisciplin skall belönas. Detta är det mest sannolika skälet till att priset delas mellan flera forskare.

## Tidigare vinnare
I tabellen nedan listas alla tidigare vinnare sedan prisets instiftandes 1996:
- 1996 David L. Birch, USA, Massachusetts Institute of Technology (Mit), Cognetics Inc.
- 1997 Arnold C. Cooper, USA, Krannert School of Management, Purdue University
- 1998 David J. Storey, UK, University of Warwick
- 1999 Ian C. MacMillan, USA, Wharton School, University of Pennsylvania
- 2000 Howard E. Aldrich, USA, University of North Carolina at Chapel Hill
- 2001 Zoltan J. Acs & David B. Audretsch, USA, University of Baltimore USA, Indiana University
- 2002 Giacomo Becattini & Charles F. Sabel, Italy, University of Florence, USA, Columbia University
- 2003 William J. Baumol, USA, New York University
- 2004 Paul D. Reynolds, USA, Babson College and London Business School
- 2005 William B. Gartner, USA, Clemson University
- 2006 Israel M. Kirzner, USA, New York University
- 2007 The Diana Group, USA, Babson College, University of St. Thomas, Wake Forest University, Babson College, Harvard Business School
- 2008 Bengt Johannisson, Sweden, Växsjö University
- 2009 Scott A. Shane, USA, Weatherhead School Of Management, Case Western Reserve University
- 2010 Josh Lerner, USA, Harvard Business School
- 2011 Steven Klepper, USA, Carnegie Mellon University
- 2012 Kathleen M. Eisenhardt, USA, Stanford University
- 2013 Maryann P. Feldman, USA, University Of North Carolina At Chapel Hill
- 2014 Shaker A. Zahra, USA, Carlson School Of Management, University Of Minnesota
- 2015 Sidney G. Winter, USA, Wharton School, University Of Pennsylvania
- 2016 Philippe Aghion, Frankrike, Collège De France
- 2017 Hernando de Soto, Peru, Institute For Liberty And Democracy
- 2018 Olav Sorensen, USA, professor Yale School of Managenment
- 2019 Boyan Jovanovic, USA, professor i nationalekonomi vid New York University
- 2020 John Haltiwanger, USA, professor i nationalekonomi vid University of Maryland
- 2022 Saras D. Sarasvathy, USA, University of Virginia
- 2023 Per Davidsson, Australien/Sverige, professor Queensland University of Technology och Jönköping International Business School
- 2024 Robert Baron, USA, professor Oklahoma State University och Michael Frese, Malaysia/Tyskland, professor Asia School of Business och Leuphana University of Lueneburg.